# Зинов, Аркадий Владимирович
Аркадий Владимирович Зинов (род. 27 февраля 1976 года) — министр культуры Красноярского края, артист балета, премьер Башкирского театра оперы и балета, директор Красноярского хореографического колледжа. Народный артист Республики Башкортостан (2002). Заслуженный артист Российской Федерации (2011).

## Биография
Аркадий Владимирович Зинов родился 27 февраля 1976 года в Уфе.
В 1994 году окончил Уфимское хореографическое училище по классу педагога Юлая Ушанова. По окончании училища был принят в балетную труппу Башкирского театра оперы и балета. Начиная с 2003 года работал в Красноярском театре оперы и балета. Гастролировал в Великобритании, Италии, Германии, Мексике, США, Японии и др.
В 2007 году получил высшее образование, окончив Академию русского балета имени А. Я. Вагановой по специальности «Режиссура хореографии».
Являлся директором Красноярского хореографического колледжа с 2013  до 2018 года.
В 2018 году назначен министром культуры Красноярского края.

## Репертуар
- Щелкунчик-принц, «Щелкунчик» П. И. Чайковского
- принц Дезире, «Спящая красавица» П. И. Чайковского
- принц Зигфрид, «Лебединое озеро» П. И. Чайковского
- граф Альберт, «Жизель» А. Адана
- Ходжа, «Ходжа Насретдин» Л. З. Исмагиловой
- Юмагул, «Журавлиная песнь» З. Г. Исмагилова и Л. Б. Степанова
- Красс, «Спартак» Ю. Н. Григоровича

## Награды и звания
- 1997 — Заслуженный артист Республики Башкортостан
- 2000 — лауреат Международного конкурса артистов балета «Арабеск» (Пермь)
- 2002 — Народный артист Республики Башкортостан
- 2011 — Заслуженный артист Российской Федерации